# Wang (Familienname)
Wang, meist chinesisch 王, Pinyin Wáng, selten auch 汪,  Wāng, ist ein chinesischer Familienname. Er ist mit mehr als 100 Millionen Namensträgern der häufigste Familienname in China und weltweit, wobei er sich mit dem ähnlich verbreiteten Namen Li bisweilen in der Führung abwechselt.

## Namensträger

### A
- Alexander Wang (* 1983), US-amerikanischer Modedesigner
- Alexandr Wang (* 1997), Gründer und CEO
- An Wang (1920–1990), US-amerikanischer Computerentwickler und Erfinder
- Anicetus Andrew Wang Chong-yi (1919–2017), chinesischer Bischof der katholischen Kirche
- Annie Wang (* 2002), US-amerikanische Schachspielerin
- Wang Anshi (1021–1086), chinesischer Dichter, Philosoph und Staatsmann
- Wang Anshun (* 1957), chinesischer Politiker, kommissarischer Bürgermeister von Peking
- Wang Anyi (* 1954), chinesische Schriftstellerin
- Wang Aoran (* 1997), chinesischer Tennisspieler
- Asbjørn Wang (1899–1966), norwegischer Schwimmer

### B
- Wang Banyue, chinesische Paläontologin
- Wang Bei († 2010), chinesische Sängerin
- Wang Beixing (* 1985), chinesische Eisschnellläuferin
- Ben Wang (* 2000), chinesisch-amerikanischer Schauspieler
- Wang Bi (226–249), chinesischer Philosoph
- Wang Bing (* 1967), chinesischer Filmregisseur
- Wang Bingqian (* 1925), chinesischer Politiker
- Wang Bingyu (* 1984), chinesische Curlerin
- Wang Bo (Dichter) (649–676), chinesischer Dichter der Tang-Dynastie
- Wang Bo (Fußballspieler, 1982) (* 1982), chinesischer Fußballspieler
- Wang Bo (Fußballtrainer) (* 1970), chinesischer Fußballtrainer
- Wang Bo (Radsportler) (* 1993), chinesischer Radrennfahrer

### C
- Wang Can (177–217), chinesischer Beamter, Gelehrter und Dichter
- Wang Can (Poolbillardspieler) (* 1994), chinesischer Poolbillardspieler
- Caroline Wang (* 1980), deutsche Bodybuilderin
- Wang Chang (* 2001), chinesischer Badmintonspieler
- Wang Chen (Politiker) (* 1950), chinesischer Politiker
- Wang Chen (Mediziner) (* 1962), chinesischer Pneumologe
- Wang Chen (Tischtennisspielerin) (* 1974), chinesisch-US-amerikanische Tischtennisspielerin
- Wang Chen (* 1976), chinesische Badmintonspielerin aus Hongkong
- Wang Chen (Leichtathlet) (* 1990), chinesischer Hochspringer
- Wang Chen-yu (* 1999), taiwanischer Zehnkämpfer
- Wang Cheng-pang (* 1987), taiwanischer Bogenschütze
- Wang Chengyi (* 1983), chinesische Sportschützin
- Cher Wang (* 1958), taiwanische Unternehmerin und Philanthropin
- Wang Chi (* 1967), chinesischer Astrophysiker, Direktor des Nationalen Zentrums für Weltraumwissenschaften
- Chi Che Wang (1894–1979), chinesischstämmige Biochemikerin
- Chi Chien Wang (1907–2003), chinesisch-amerikanischer Maler und Kunstsammler
- Wang Chi-lin (* 1995), taiwanischer Badmintonspieler
- Wang Chia-min (* 1983), taiwanischer Badmintonspieler
- Wang Chieh, taiwanesische Fußballschiedsrichterin
- Wang Chieh-fu (* 1993), taiwanischer Tennisspieler
- Wang Chien-ming (* 1980), taiwanischer Baseballspieler
- Wang Chien-shien (* 1938), taiwanischer Politiker (erst Kuomintang, später Xindang) und Finanzexperte
- Wang Chih-hao (* 1993), taiwanischer Badmintonspieler
- Wang Chiu-Hwa (1925–2021), taiwanische Architektin und Hochschullehrerin
- Wang Chong (27–97), chinesischer Philosoph
- Wang Chong (Regisseur) (* 1982), chinesischer Regisseur
- Wang Chongwei (* 1988), chinesischer Eishockeyspieler
- Wang Chuhan (* 1992), chinesischer Tennisspieler
- Wang Ch’ung-hui (1881–1958), chinesischer Jurist, Politiker und Diplomat
- Wang Chuanfu (* 1966), chinesischer Manager
- Chun Wang (* 1982), maltesischer Krypto-Milliardär, Investor und Unternehmer
- Wang Chunli (* 1983), chinesische Biathletin
- Wang Chunlu (* 1978), chinesische Shorttrackerin
- Wang Chunyu (* 1995), chinesische Mittelstreckenläuferin
- Wang Chuqin (* 2000), chinesischer Tischtennisspieler
- Wang Chuyi (1142–1217), chinesischer Daoist der Quanzhen-Schule
- Wang Ciyue (* 1999), chinesische Synchronschwimmerin
- Cilli Wang (1909–2005), österreichische Tänzerin und Kabarettistin

### D
- Wang Dahai (* 1976), chinesischer Eishockeyspieler
- Wang Daheng (1915–2011), chinesischer Physiker
- Wang Daiyu, chinesischer muslimischer Gelehrter
- Wang Dan (* 1969), chinesischer Studentenanführer und Dissident
- Wang Danfeng (1924–2018), chinesische Schauspielerin
- Wang Danni (* 1993), chinesische Tennisspielerin
- Daniel I-Chyau Wang (1936–2020), chinesisch-US-amerikanischer Biochemieingenieur
- Wang Daohan (1915–2005), chinesischer Politiker
- De-Bao Wang (1918–2002), chinesischer Biochemiker
- Wang Di (Diplomat) (* 1968), chinesischer Diplomat
- Wang Di (Schiedsrichter) (* 1981), chinesischer Fußballschiedsrichter
- Wang Di (Wushu) (* 1993), chinesischer Wushu-Sportler
- Wang Dong (Philosoph) (1502–1581), chinesischer Philosoph, Vertreter der Taizhou-Schule
- Wang Dong (Fußballspieler) (* 1981), chinesischer Fußballspieler
- Wang Dongxing (1916–2015), chinesischer Politiker
- Wang Dou (* 1993), chinesische Hürdenläuferin
- Wang Du (* 1956), chinesischer Künstler
- Wang Dulu (1909–1977), chinesischer Autor
- Dylan Wang (* 1998), chinesischer Schauspieler und Sänger

### E
- Wang E (um 1500), chinesischer Maler
- Ed Wang (* 1987), chinesisch-US-amerikanischer American-Football-Spieler
- Wang Enmao (1912–2001), chinesischer Politiker und Militärperson
- Ellen Andrea Wang (* 1986), norwegische Jazzmusikerin
- Eugene Wang (* 1985), kanadischer Tischtennisspieler
- Evelyn Taocheng Wang (* 1981), chinesische Zeichnerin sowie Performance- und Videokünstlerin

### F
- Wang Fan (* 1994), chinesische Beachvolleyballspielerin
- Wang Fang (Politiker) (1920–2009), chinesischer Politiker (KPCh)
- Wang Fang (Basketballspielerin) (* 1967), chinesische Basketballspielerin
- Wang Fang (Ruderin), chinesische Ruderin
- Wang Fang (Synchronschwimmerin) (* 1977), chinesische Synchronschwimmerin
- Wang Fang (Leichtathletin, I), chinesische Sprinterin
- Wang Fang (Leichtathletin, 2000) (* 2000), chinesische Diskuswerferin
- Wang Chin-Fang (* 1983), chinesische Judoka
- Wang Fanxi (1907–2002), chinesischer Trotzkist
- Wang Fazuan (1899–1985), chinesischer Botaniker
- Wang Fei (* 1969), chinesische Sängerin, siehe Faye Wong
- Wang Fei (Volleyballspielerin) (* 1981), chinesische Beachvolleyballspielerin
- Wang Fei (Eisschnellläuferin) (* 1982), chinesische Eisschnellläuferin
- Wang Fei (Fußballspielerin) (* 1990), chinesische Fußballspielerin
- Wang Feng (Beamter) (王凤, Wáng Fèng; † 22 v. Chr.), chinesischer Beamter und General
- Wang Feng (Wasserspringer) (王峰, Wáng Fēng; * 1979), chinesischer Wasserspringer
- Wang Feng (Kanutin) (王凤, Wáng Fèng; * 1979), chinesische Kanutin
- Wang Feng (Komponist), chinesischer Filmkomponist
- Wang Feng (Gedächtnissportler) (* um 1990), chinesischer Gedächtnissportler
- Wang Fengchun (* 1982), chinesischer Curler
- Florentinus Wang († 1742), deutscher Orgelbauer
- Wang Foh-San, chinesischer Physiker
- Frank Wang (* 1980), chinesischer Ingenieur und Robotikunternehmer
- Wang Fuzhi (1619–1692), chinesischer Philosoph, Historiker und politischer Analyst
- Wang Fuzhou (1935–2015), chinesischer Bergsteiger

### G
- Wang Ganchang (1907–1998), chinesischer Physiker
- Wang Gang (* 1942), chinesischer Politiker
- Garrett Wang (* 1968), US-amerikanischer Schauspieler
- Wang Geon (877–943), König und Gründer des Goryeo-Reiches und der Goryeo-Dynastie; er wurde posthum König Taejo genannt
- George Wang (1918–2015), chinesischer Schauspieler
- Wang Gong, chinesischer Dichter und Maler
- Wang Gongquan (* 1961), chinesischer Millionär
- Wang Guangmei (1921–2006), Frau des Staatspräsidenten Liu Shaoqi
- Wang Guangyi (* 1957), chinesischer Maler
- Wang Guifang (* 1962), chinesische Eisschnellläuferin
- Wang Guosheng (* 1956), chinesischer Politiker
- Wang Guozhang, chinesischer Bahn- und Straßenradrennfahrer
- Wang Guozhen († 2015), chinesischer Dichter

### H
- Wang Haibin (* 1973), chinesischer Fechter
- Wang Han (Dichter), chinesischer Dichter
- Wang Han (Wasserspringerin) (* 1991), chinesische Wasserspringerin
- Wang Hanbin (* 1925), chinesischer Politiker
- Hannah Wang (* 1989), australische Schauspielerin
- Hao Wang (Mathematiker) (1921–1995), US-amerikanischer Logiker, Philosoph und Mathematiker chinesischer Herkunft
- Wang Hao (Tischtennisspieler, 1966) (* 1966), chinesischer Tischtennisspieler
- Wang Hao (Tischtennisspieler, 1983) (* 1983), chinesischer Tischtennisspieler
- Wang Hao (Schachspieler) (* 1989), chinesischer Schachspieler
- Wang Hao (Leichtathlet) (* 1989), chinesischer Geher
- Wang Hao (Wasserspringerin) (* 1992), chinesische Wasserspringerin
- Wang Hao (Kanute) (* 1993), chinesischer Rennkanute
- Wang Hee-kyung (* 1970), südkoreanische Bogenschützin
- Hsien Chung Wang (1918–1978), chinesisch-US-amerikanischer Mathematiker
- Wang Hong (Bogenschützin) (* 1965), chinesische Bogenschützin
- Wang Hong (Radsportlerin) (* 1997), chinesische Radsportlerin
- Wang Hongwen (1933 oder 1935–1992), chinesischer Politiker
- Wang Hongzhang, chinesischer Bankier und Unternehmer
- Wang Houde (* 1933), chinesischer Politiker (Volksrepublik China)
- Wang Houjun (1943–2012), chinesischer Fußballspieler, -trainer und -manager
- Wang Hui (Song-Dynastie) 王回, chinesischer Gelehrter
- Wang Hui (Maler) (1632–1717), chinesischer Maler
- Wang Hui (Literaturwissenschaftler) (* 1959), chinesischer Literaturwissenschaftler und Hochschullehrer
- Wang Hui (Ringer) (* 1976), chinesischer Ringer
- Wang Hui (Tischtennisspielerin) (* 1978), chinesische Tischtennisspielerin
- Wang Hui (Judoka) (* 1984), chinesische Judoka
- Wang Huifeng (* 1968), chinesische Fechterin
- Hui-Ling Wang (* 1964), chinesische Drehbuchautorin
- Wang Hung-hsiang (* 1981), taiwanischer Poolbillardspieler
- Wang Huning (* 1955), chinesischer Politiker

### I
- Iris Wang (* 1994), US-amerikanische Badmintonspielerin
- Ignatius Chung Wang (* 1934), US-amerikanischer Geistlicher, emeritierter Weihbischof in Hartford

### J
- Jackson Wang (* 1994), Hongkong-chinesischer Rapper und Sänger, siehe Got7
- Jane Wang (* 1957), britisch-amerikanische Kontrabassistin und Komponistin
- Jerry Wang (Manager), Marketingchef bei BenQ
- Jerry H.-C. Wang (* 1937), taiwanischer Biochemiker
- Wang Jiali (* 1986), chinesische Langstreckenläuferin
- Wang Jian (Qin), chinesischer General während der Herrschaft der Qin-Dynastie
- Wang Jian (Tang-Dynastie) 王建, Dichter zur Zeit der Tang-Dynastie
- Wang Jian (Südliche Dynastien) 王儉 (452–489), Beamter zur Zeit der Südlichen Dynastien
- Wang Jian (Früheres Shu-Reich) 王建 (847–918), Begründer des Früheren Shu-Reichs
- Wang Jian (Maler) 王鑒 (1598–1677), Maler der orthodoxen Schule, Qing-Dynastie
- Wang Jian (Tischtennisspielerin), chinesische Tischtennisspielerin
- Wang Jian (Kraftdreikämpfer), chinesischer Kraftdreikämpfer
- Wang Jian (Powerlifter), chinesischer Powerlifter
- Wang Jianan (Tischtennisspieler) (* 1983), kongolesischer Tischtennisspieler
- Wang Jianan (Fußballspieler) (* 1993), chinesischer Fußballspieler
- Wang Jianan (Leichtathlet) (* 1996), chinesischer Weitspringer
- Wang Jianlin (* 1954), chinesischer Unternehmer
- Wang Jianqiang (* 1955), chinesischer Tischtennisspieler
- Wang Jianwei (* 1958), chinesischer Konzeptkünstler
- Wang Jianxun (* 1981), chinesischer Skispringer
- Wang Jianzhong (1933–2016), chinesischer Komponist und Pianist
- Wang Jian-Sheng (* 1960), Physiker und Hochschullehrer
- Wang Jiao (Freestyle-Skierin) (* 1983), chinesische Freestyle-Skierin
- Wang Jiao (Ringerin) (* 1988), chinesische Ringerin
- Wang Jiaocheng (* 1952), chinesischer Offizier
- Wang Jiaqi (* 2002), chinesische Tennisspielerin
- Wang Jie (* 1983), chinesische Beachvolleyballspielerin
- Wang Jin (Bogenschützin) (* 1960), chinesische Bogenschützin
- Wang Jin (Judoka) (* 1972), chinesische Judoka
- Wang Jin (Freestyle-Skierin) (* 1997), chinesische Freestyle-Skierin
- Wang Jin-pyng (* 1941), taiwanischer Politiker
- Wang Jinfen, chinesische Biathletin
- Wang Jing (Bergsteigerin) (* 1975), chinesische Unternehmerin und Bergsteigerin
- Wang Jing (Kanutin) (* 1971), chinesische Kanutin
- Wang Jing (Leichtathletin) (* 1988), chinesische Sprinterin
- Wang Jing (Eishockeyspieler) (* 2001), chinesischer Eishockeyspieler
- Wang Jing (Filmproduzentin), chinesische Filmproduzentin
- Wang Jingwei (1883–1944), chinesischer Politiker
- Wang Jingzhai († 1949), hui-chinesischer Islamwissenschaftler
- Wang Jingzhe (* 1997), chinesische Beachvolleyballspielerin
- Wang Jinkang (* 1948), chinesischer Science-Fiction-Schriftsteller
- Wang Jinping (* 1971), chinesische Biathletin
- Wang Jiusi (1468–1551), chinesischer Beamter und Literat
- Joanna Wang (* 1988), chinesische Sängerin und Songautorin
- John Baptist Wang Jin (1924–2014), chinesischer Geistlicher, Bischof von Yuci
- Jonathan Wang, Filmproduzent
- Wang Jue (* 1995), chinesische Schachspielerin
- Joseph Wang Yu-jung (1931–2018), chinesischer Geistlicher, Bischof von Taichung
- Wang Jui (Wang Hsi-jui; 1930–2016), taiwanischer Schauspieler
- Jui Hsin Wang (1921–2016), chinesisch-US-amerikanischer Biochemiker
- Wang Jun (Politiker) (* 1952), chinesischer Politiker
- Wang Jun (Wirtschaftswissenschaftler) (* 1958), chinesischer Wirtschaftswissenschaftler und Hochschullehrer
- Wang Jun (Basketballspielerin) (* 1963), chinesische Basketballspielerin
- Wang Jun (Leichtathletin) (* 1990), chinesische Leichtathletin
- Wang Junkai (* 1999), chinesischer Schauspieler und Sänger
- Wang Junxia (* 1973), chinesische Langstreckenläuferin
- Justin Wang (Schauspieler), Schauspieler
- Justin Wang (Schachspieler) (* 2005), US-amerikanischer Schachspieler

### K
- Wang Kaihua (* 1994), chinesischer Geher
- Kate Wang, chinesische Unternehmerin
- Wang Kemin (1871–1945), chinesischer Politiker
- Wang Kenan (1980–2013), chinesischer Wasserspringer
- Wang Kun (Sängerin) (1925–2014), chinesische Sängerin der traditionellen Oper
- Wang Kun (Fußballspielerin) (* 1985), chinesische Fußballspielerin
- Wang Kuo-huei (* 1978), taiwanischer Weitspringer

### L
- Wang Lan (Maler) (1922–2003), taiwanesischer Maler, Schriftsteller und Politiker
- Wang Lan (Künstlerin), chinesische Künstlerin
- Wang Lan (Softballspielerin), chinesische Softballspielerin
- Wang Lang (152–228), chinesischer Beamter
- Wang Lanjing (* 2005), chinesische Rhythmische Sportgymnastin
- Wang Leehom (* 1976), US-amerikanischer Musiker, Musikproduzent, Regisseur und Schauspieler
- Wang Lei (Schachspielerin) (* 1975), chinesische Schachspielerin
- Wang Lei (Fechter) (* 1981), chinesischer Fechter
- Wang Lei (Kanute) (* 1981), chinesischer Kanute
- Wang Lei (Basketballspieler) (* 1986), chinesischer Basketballspieler
- Wang Lei (Eiskunstläufer) (* 1988), chinesischer Eiskunstläufer
- Wang Lei (Musiker), chinesischer Musiker
- Wang Lequan (* 1944), chinesischer Politiker
- Wang Li (Sprachwissenschaftler) (1900–1986), chinesischer Sprachwissenschaftler
- Wang Li (Politiker) (Wang Guanbin; 1922–1996), chinesischer Politiker (KPCh)
- Wang Li (Schachspieler) (* 1987), chinesischer Schachspieler
- Wang Liangyao (* 2003), chinesische Skispringerin
- Wang Li-Chen (* 1935), US-amerikanischer Computertechniker
- Wang Lijun (* 1959), chinesischer Beamter
- Wang Lili (Ruderin) (* 1982), chinesische Pararuderin
- Wang Lili (Basketballspielerin) (* 1992), chinesische Basketballspielerin
- Wang Limei (* 1961), chinesische Eisschnellläuferin
- Wang Lin (* 1989), chinesische Badmintonspielerin
- Wang Lin (Komponistin) (* 1976), chinesische Komponistin
- Wang Lina (Boxerin) (* 1997), chinesische Boxerin
- Wang Lina (Leichtathletin) (* 1983), chinesische Weitspringerin
- Wang Lina (Sportschützin) (* 1971), chinesische Sportschützin
- Wang Lina (Volleyballspielerin) (* 1978), chinesische Volleyballspielerin
- Wang Lina (Regisseurin), chinesische Filmregisseurin
- Wang Linuo (* 1979), chinesische Eishockeyspielerin
- Wang Liping (Komponist) (* 1941), chinesischer Komponist
- Wang Liping (Fußballspielerin) (* 1973), chinesische Fußballspielerin
- Wang Liping (Leichtathletin) (* 1976), chinesische Leichtathletin
- Wang Liqin (* 1978), chinesischer Tischtennisspieler
- Wang Li-san (1933–2013), chinesischer Komponist
- Wang Liuyi (* 1997), chinesische Synchronschwimmerin
- Wang Lu (* 1982), chinesische Beachvolleyballspielerin

### M
- Wang Mang (45 v. Chr.–23), chinesischer Kaiser
- Wang Manyu (* 1999), chinesische Tischtennisspielerin
- Mei Wang (* 1973), deutsche Wirtschaftswissenschaftlerin
- Wang Meiling (* 2000), chinesische Tennisspielerin
- Wang Meiyin (* 1988), chinesischer Straßenradrennfahrer
- Wang Meng (Maler) (1308–1385), chinesischer Maler
- Wang Meng (Schriftsteller) (* 1934), chinesischer Schriftsteller
- Wang Meng (Shorttrackerin) (* 1985), chinesische Shorttrackerin
- Wang Meng (Skirennläuferin) (* 1985), chinesische Skirennläuferin
- Wang Meng (Curlerin) (* 1988), chinesische Rollstuhlcurlerin
- Wang Meng (Badminton) (* 1991), chinesische Badmintonspielerin
- Wang Menghui (* 1960), chinesischer Politiker
- Michael Wang (Technologe), US-amerikanischer Mobilitäts- und Umwelttechnologe
- Michael Wang (Künstler) (Michael Benjamin Wang; * 1981), US-amerikanischer Künstler
- Michael Wang (Pokerspieler) (* 1988 oder 1989), US-amerikanischer Pokerspieler
- Michael Wang (Basketballspieler) (Wang Quanze; * 2000), chinesischer Basketballspieler
- Wang Min (* 1950), chinesischer Politiker
- Wang Ming (1904–1974), chinesischer Politiker
- Wang Ming (Komponistin) (* 1962), taiwanische Komponistin
- Wang Mingjuan (* 1985), chinesische Gewichtheberin
- Wang Mingxing (* 1961), chinesische Handballspielerin und -trainerin
- Wang Manli (* 1973), chinesische Eisschnellläuferin
- Mu-Tao Wang, chinesischer Mathematiker

### N
- Wang Na (Synchronschwimmerin) (* 1984), chinesische Synchronschwimmerin
- Wang Na (Volleyballspielerin) (* 1990), chinesische Volleyballspielerin
- Wang Na (Hockeyspielerin) (* 1994), chinesische Hockeyspielerin
- Wang Na (Leichtathletin) (* 1995), chinesische Geherin
- Wang Nan (Sportfunktionärin), chinesische Sportfunktionärin
- Wang Nan (Judoka) (* 1970), chinesischer Judoka
- Wang Nan (Tischtennisspielerin) (* 1978), chinesische Tischtennisspielerin
- Wang Nan (Sportschütze) (* 1978), chinesischer Sportschütze
- Wang Nan (Baseballspieler) (* 1981), chinesischer Baseballspieler
- Wang Nan (Eisschnellläufer) (* 1987), chinesischer Eisschnellläufer
- Wang Nan (Eishockeyspielerin) (* 1988), chinesische Eishockeyspielerin
- Wang Nan (Badminton), chinesische Badmintonspielerin
- Wang Nan (Kanutin) (* 2000), chinesische Kanutin
- Nanfu Wang (* 1985), chinesisch-amerikanische Regisseurin
- Nathan Wang (* 1956), US-amerikanischer Komponist
- Wang Nianchun (* 1956), chinesischer Eisschnellläufer
- Nina Wang (1937–2007), chinesische Unternehmerin

### O
- Olivier Wang-Genh (* 1955), französischer Meister, Mönch und buddhistischer Lehrer der Sōtō-Zen-Schule

### P
- Wang Pei-rong (* 1985), taiwanische Badmintonspielerin
- Wang Peng (Fußballspieler, 1978) (* 1978), chinesischer Fußballspieler
- Wang Peng (Fußballspieler, 1986) (* 1986), chinesischer Fußballspieler
- Wang Peng (Badminton) (* 1991), chinesischer Badmintonspieler
- Wang Peng (Fußballspieler, 1993) (* 1993), chinesischer Fußballspieler
- Wang Peng (Schwimmer) (* 1998), chinesischer Schwimmer
- Wang Peng (Turner), chinesischer Turner
- Wang Peng (Poolbillardspieler), chinesischer Poolbillardspieler
- Wang Pengren (* 1965), chinesischer Badmintonspieler
- Wang Pi-Cheng (1900–2003), chinesischer General und Militärattaché
- Wang Pin (* 1974), chinesische Schachspielerin
- Wang Ping (* 1990), chinesische Leichtathletin
- Wang Po-hsiang (* 2000), taiwanischer Eishockeyspieler

### Q
- Wang Qi (Astronom), chinesischer Astronom
- Wang Qi (Ingenieurin) (* 1949), chinesische Ingenieurin und Hochschullehrerin
- Wang Qi (Volleyballspielerin) (* 1993), chinesische Volleyballspielerin
- Wang Qi (Leichtathlet) (* 2001), chinesischer Hammerwerfer
- Wang Qian (Politiker, 474) (474–522), chinesischer Politiker
- Wang Qian (Politiker, II), chinesischer Politiker, Gouverneur von Shanxi
- Wang Qian (Boxerin), chinesische Boxerin
- Wang Qian (Schwimmerin), chinesische Schwimmerin
- Wang Qian (Volleyballspielerin), chinesische Volleyballspielerin
- Wang Qian (Ruderin), chinesische Ruderin
- Wang Qian (Sportschützin) (* 1993), chinesische Sportschützin
- Wang Qiang (Komponistin) (* 1935), chinesische Komponistin
- Wang Qiang (Paläontologe), chinesischer Paläontologe
- Wang Qiang (Fußballspieler, 1982) (* 1982), chinesischer Fußballspieler
- Wang Qiang (Fußballspieler, 1984) (* 1984), chinesischer Fußballspieler
- Wang Qiang (Fußballspieler, 1987) (* 1987), chinesischer Fußballspieler
- Wang Qiang (Ringer) (* 1987), chinesischer Ringer
- Wang Qiang (Tennisspielerin) (* 1992), chinesische Tennisspielerin
- Wang Qiang (Skilangläufer) (* 1993), chinesischer Skilangläufer
- Wang Qianyi (* 1997), chinesische Synchronschwimmerin
- Wang Qiaoling (* 1972), chinesische Menschenrechtlerin
- Wang Qin (* 1994), chinesischer Leichtathlet
- Wang Qingbo (* 1988), chinesischer Speerwerfer
- Wang Qingling (* 1993), chinesische Leichtathletin
- Wang Qishan (* 1948), chinesischer Politiker (Volksrepublik China)
- Wang Qiuming (* 1993), chinesischer Fußballspieler
- Wang Quan’an (* 1965), chinesischer Drehbuchautor und Regisseur

### R
- Raymond Wang Chong Lin (1921–2010), chinesischer Geistlicher, Priester der Untergrundkirche und Bischof von Zhao
- Regina Kanyu Wang (* 1990), chinesische Autorin
- Rena Wang (* 1991), US-amerikanische Badmintonspielerin
- Wang Renyu (880–956), chinesischer Gelehrter
- Richard Wang (Trompeter) (1928–2016), US-amerikanischer Trompeter, Hochschullehrer und Publizist
- Richard Wang (Schachspieler) (* 1988), kanadischer Schachspieler
- Wang Rong (Südliche Qi-Dynastie) 王融 (467–493), chinesischer Dichter
- Wang Rong (Badminton) (* 1984), chinesische Badmintonspielerin
- Wang Rong (chinesischer Philosoph), (234–305), einer der  Sieben Weise vom Bambushain
- Wang Rongfen (* 1945), chinesisch-deutsche Soziologin und Autorin
- Wang Rui (Schachspieler) (* 1978), chinesischer Schachspieler
- Wang Rui (Eiskunstläuferin), chinesische Eiskunstläuferin
- Wang Rui (Curlerin) (* 1995), chinesische Curlerin
- Wang Rui (Leichtathlet) (* 1996), chinesischer Geher
- Wang Rulin (* 1953), Gouverneur von Jilin
- Wang Ruowang (1918–2001), chinesischer Autor und Dissident

### S
- Sabine Wen-Ching Wang (* 1973), schweizerisch-taiwanische Schriftstellerin
- Samuel Wang (* 1967), Molekularbiologe und Hochschullehrer
- Wang Sanyun (* 1952), chinesischer Politiker
- Sean Wang, US-amerikanisch-taiwanischer Filmregisseur, -produzent und -editor
- Wang Senhao (1933–2022), chinesischer Politiker (Volksrepublik China), Minister für Kohlenindustrie
- Wang Shangyuan (* 1993), chinesischer Fußballspieler
- Wang Shanshan (* 1990), chinesische Fußballspielerin
- Wang Shasha (* 1987), chinesische Handballspielerin
- Wang Shi-Qi (2008 promoviert), chinesischer Paläontologe
- Wang Shi-ting (* 1973), taiwanische Tennisspielerin
- Wang Shiwei (* 1996), chinesischer Eisschnellläufer
- Wang Shixian (* 1990), chinesische Badmintonspielerin
- Wang Shizhu (* 1989), chinesischer Hammerwerfer
- Wang Shouguan (1923–2021), chinesischer Astronom
- Wang Shouren (1472–1529), chinesischer Philosoph neokonfuzianistischer Tradition
- Wang Shu (Diplomat) (1924–2020), chinesischer Diplomat
- Wang Shu (* 1963), chinesischer Architekt
- Wang Shucheng (* 1941), chinesischer Politiker (Volksrepublik China), Minister für Wasserwirtschaft
- Wang Shugang (* 1960), chinesischer Gegenwartskünstler
- Wang Shuhe (um 180–um 270), chinesischer Arzt
- Wang Shu-Ming (1905–1998), chinesischer Luftwaffengeneral und Diplomat
- Wang Shun (* 1994), chinesischer Schwimmer
- Wang Shuo (* 1958), chinesischer Schriftsteller
- Shuping Wang (1959–2019), chinesische Ärztin
- Wang Siyun (* 1989), chinesische Badmintonspielerin
- Sølvi Wang (1929–2011), norwegische Sängerin, Schauspielerin und Komikerin
- Wang Songtao (* 1985), chinesischer Skilangläufer
- Wang Su-bok (1917–2003), koranische Sängerin
- Wang Sue-ya (* 1965), taiwanische Komponistin
- Susan Wang (* 1982), australische Badmintonspielerin

### T
- Wang Tai-Yu, chinesischer muslimischer Gelehrter, siehe Wang Daiyu
- Tak Khunn Wang (* 1991), französischer Tennisspieler
- Wang Tao (Schriftsteller) (1828–1897), chinesischer Übersetzer und Reformer
- Wang Tao (Rektor), chinesischer Universitäts-Präsident
- Wang Tao (Handballspielerin) (* 1957), chinesische Handballspielerin
- Wang Tao (Tischtennisspieler, 1967) (* 1967), chinesischer Tischtennisspieler
- Wang Tao (Fußballspieler) (1970–2022), chinesischer Fußballspieler
- Taylor Wang (* 1940), US-amerikanischer Astronaut
- Thaddeus Wang Yue-sheng (* 1966), chinesischer Geistlicher, Bischof von Zhengzhou
- Wang Tianpu (* 1962), chinesischer Manager
- Wang Tifu (1911–2001), chinesischer Diplomat
- Timothy Wang (* 1991), US-amerikanischer Tischtennisspieler
- Wang Tingne, chinesischer Kaufmann, Beamter, Dramatiker, Verleger
- Wang Tzu-wei (* 1995), taiwanischer Badmintonspieler

### V
- Vera Wang (* 1949), US-amerikanische Modedesignerin
- Vetle Wang Soleim (* 1993), norwegischer Politiker

### W
- Wang Wanbin (* 1949), chinesischer Politiker
- Wayne Wang (* 1949), US-amerikanischer Regisseur
- Wang Wei (699/701–759/761), chinesischer Dichter, Maler, Musiker und Staatsmann
- Wang Wei (Botaniker) (1912–1991), chinesischer Botaniker
- Wang Wei (Archäologe) (* 1954), chinesischer Archäologe
- Wang Wei (Fechter) (* 1958), chinesischer Fechter
- Wang Wei (Politiker) (* 1960), chinesischer Politiker
- Wang Wei (Unternehmer) (* 1970), chinesischer Geschäftsmann
- Wang Wei (Eishockeyspielerin) (* 1977), chinesische Eishockeyspielerin
- Wang Wei (Baseballspieler) (* 1978), chinesischer Baseballspieler
- Wang Wei (Badminton) (* 1979), chinesischer Badmintonspieler
- Wang Wei (Segler) (* 1988), chinesischer Segler
- Wang Wei (Fußballspieler) (* 1989), chinesischer Fußballspieler
- Wang Wei-Chung (* 1992), taiwanischer Baseballspieler
- Wang Wei-hsu (* 1996), taiwanischer Sprinter
- Wang Weiyi († 1067), chinesischer Arzt (Akupunktur)
- Wang Wen-tang (* 1987), taiwanischer Sprinter
- Wang Wencai (* 1926), chinesischer Botaniker
- Wang Wenjiao (1933–2022), chinesischer Badmintonspieler
- Wang Wenqiang (* 1995), chinesischer Biathlet
- Wang Wentao (* 1964), chinesischer Politiker
- Wenyi Wang (* 1959), amerikanische Journalistin
- Wang Wenyin (* 1968), chinesischer Geschäftsmann und Gründer
- Wang Wupin (* 1991), chinesische Weit- und Dreispringerin
- Wilfried Wang (* 1957), deutscher Architekt und Publizist

### X
- Wang Xi (* 1984), chinesischer Tischtennisspieler
- Wang Xi-lin (* 1936), chinesischer Komponist
- Wang Xian (1944–2024), chinesischer Schattenboxer
- Wang Xiangsui (* 1954), chinesischer Luftwaffenoffizier und Militärforscher
- Wang Xiangzhai (1885–1963), chinesischer Kampfkünstler
- Wang Xiankui (* 1952), chinesischer Politiker
- Wang Xianqian (1842–1917), chinesischer Gelehrter und Philologe
- Wang Xianzhi (344–386), chinesischer Kalligraf
- Wang Xiaobo (1952–1997), chinesischer Schriftsteller
- Wang Xiaodong (Politiker, 1960) (* 1960), chinesischer Politiker (KPCh), Gouverneur von Hubei
- Wang Xiaodong (Politiker, 1962) (* 1962), chinesischer Politiker (KPCh), Parteivorsitzender von Nanning
- Xiaodong Wang (* 1963), chinesisch-US-amerikanischer Biochemiker
- Wang Xiaodong (Kanute) (* 1993), chinesischer Kanute
- Wang Xiaofei (* 2003), chinesischer Tennisspieler
- Wang Xiaohong (Politiker) (* 1957), chinesischer Politiker (KPCh), Mitglied im Staatsrat
- Wang Xiaohong (Schwimmerin) (* 1968), chinesische Schwimmerin
- Wang Xiaohui (Fotografin) (* 1957), chinesische Fotografin und Autorin
- Wang Xiaohui (Schachspielerin) (* 1990), chinesische Schachspielerin
- Wang Xiaoli (* 1989), chinesische Badmintonspielerin
- Wang Xiaolin (* 1963), chinesischer Paläontologe
- Wang Xiaoming (Illustrator) (* 1945), chinesischer Illustrator
- Wang Xiaoming (Literaturwissenschaftler) (* 1955), chinesischer Literaturwissenschaftler
- Wang Xiaoming (Paläontologe) (* 1957), chinesischer Paläontologe und Geologe
- Wang Xiaoming (Biologe) (* 1963), chinesischer Biologe
- Wang Xiaoming (Tischtennisspielerin) (* 1963), französische Tischtennisspielerin
- Wang Xiaoming (Geiger) (* 1982), chinesischer Geiger
- Wang Xiaonan (* 1983), chinesischer Eishockeyspieler
- Wang Xiaoning (* 1950), chinesischer Dissident
- Wang Xiaoshuai (* 1966), chinesischer Regisseur und Drehbuchautor
- Wang Xiaotong, chinesischer Mathematiker
- Wang Xiaoyan (Eisschnellläuferin) (* 1969), chinesische Eisschnellläuferin
- Wang Xiaoyan (Softballspielerin) (* 1970), chinesische Softballspielerin
- Wang Xiaoyan (Turnerin) (* 1968), chinesische Turnerin
- Wang Xiaoyuan (* 1968), chinesische Badmintonspielerin
- Wang Xiaoyun (* 1966), chinesische Mathematikerin und Kryptografin
- Wang Xiaozhu (* 1973), chinesische Bogenschützin
- Wang Xiji (* 1921), chinesischer Raumfahrtingenieur
- Wang Xin (Badminton) (* 1985), chinesische Badmintonspielerin
- Wang Xin (* 1992), chinesische Turmspringerin
- Wang Xin (Biathlet), chinesischer Biathlet
- Wang Xindi (* 1995), chinesischer Freestyle-Skisportler
- Wang Xing (* 1979), chinesischer Unternehmer
- Wang Xing (Leichtathletin) (* 1986), chinesische Hürdenläuferin
- Wang Xinjie (* 1996), chinesischer Sportschütze
- Wang Xinpeng (* 1956), chinesischer Choreograf
- Wang Xinxin (* 1998), chinesische Beachvolleyballspielerin
- Wang Xinyu (* 2001), chinesische Tennisspielerin
- Wang Xinyu (Fußballspieler) (* 2001), chinesischer Fußballspieler
- Wang Xinyue (* 1987), chinesische Shorttrackerin
- Wang Xiuli (* 1965), chinesische Eisschnellläuferin
- Wang Xiuting (* 1965), chinesische Langstreckenläuferin
- Wang Xiyu (* 2001), chinesische Tennisspielerin
- Wang Xizhi (307–365), chinesischer Kalligraf
- Wang Xu (* 1985), chinesische Ringerin
- Wang Xuan (1936–2006), chinesischer Informatiker
- Wang Xuance, chinesischer Diplomat
- Wang Xuanxuan (* 1990), chinesischer Boxer
- Wang Xuefeng (* 1966), Botschafter der Volksrepublik China in Dänemark
- Wang Xuejing (* 1937), chinesischer Biochemiker, siehe Jerry H.-C. Wang
- Wang Xueqin (* 1991), chinesische Marathonläuferin
- Wang Xueyi (* 1991), chinesische Hochspringerin

### Y
- Wang Yafan (* 1994), chinesische Tennisspielerin
- Wang Yan (Gelehrter) (256–311), chinesischer Gelehrter und Staatsmann
- Wang Yan (Diplomat), chinesischer Diplomat
- Wang Yan (Leichtathletin) (* 1971), chinesische Geherin
- Wang Yan (Radsportlerin) (* 1974), chinesische Radsportlerin
- Wang Yan (Fußballspielerin) (* 1991), chinesische Fußballspielerin
- Wang Yan (Judoka) (* 1994), chinesische Judoka
- Wang Yan (Tennisspielerin) (* 1996), chinesische Tennisspielerin
- Wang Yan (Turnerin) (* 1999), chinesische Kunstturnerin
- Wang Yan (Bogenschütze) (* 2000), chinesischer Bogenschütze
- Wang Yang (Politiker) (* 1955), chinesischer Politiker (KPCh)
- Wang Yang (Hockeytrainer) (* 1968), chinesischer Hockeytrainer
- Wang Yang (Eishockeyspieler) (* 1982), chinesischer Eishockeyspieler
- Wang Yang (Wasserballspieler) (* 1983), chinesischer Wasserballspieler
- Wang Yang (Fußballspieler) (* 1989), chinesischer Fußballspieler
- Wang Yang (Leichtathletin) (* 1989), chinesische Leichtathletin
- Wang Yani (* 1975), chinesische Malerin
- Wang Yansheng (* 1961), norwegischer Tischtennisnationalspieler und -trainer
- Wang Yao-hui (* 1986), taiwanischer Kugelstoßer und Diskuswerfer
- Wang Yao-yi (* 1994), taiwanischer Biathlet
- Wang Yaping (* 1980), chinesische Militärpilotin und Raumfahrerin
- Wang Yeu-tzuoo (auch Jimmy Wang; * 1985), taiwanischer Tennisspieler
- Wang Yi (* 1953), chinesischer Politiker
- Wang Yidi (* 1997), chinesische Tischtennisspielerin
- Wang Yifang (* 1963), chinesischer Physiker
- Wang Yifu (* 1960), chinesischer Sportschütze
- Wang Yihan (* 1988), chinesische Badmintonspielerin
- Yiheng Wang, chinesischer Speedcuber
- Wang Yilin (* 1956), chinesischer Unternehmer und Ölmagnat
- Wang Yilu (* 1994), chinesischer Badmintonspieler
- Wang Yimei (* 1988), chinesische Volleyballspielerin
- Wang Yingju (* 1985), chinesische Leichtathletin
- Wang Yip Tang (* 1984), Radrennfahrer aus Hongkong
- Wang Yiping, chinesischer Archäologe
- Wang Yong (Politiker) (* 1955), chinesischer Politiker
- Wang Yong (Gewichtheber) (* 1968), chinesischer Gewichtheber
- Wang Yong (Wasserballspieler) (* 1979), chinesischer Wasserballspieler
- Wang Yongzhi (1932–2024), chinesischer Raketentechnik-Ingenieur, Technischer Direktor des bemannten Raumfahrtprogramms der Volksrepublik China
- Wang Youxin (* 1985), chinesischer Sprinter
- Wang Yu (General) (* 1929), Generalmajor der Chinesischen Volksbefreiungsarmee
- Jimmy Wang Yu (1943–2022), chinesischer Schauspieler, Regisseur und Filmproduzent
- Wang Yu (Rechtsanwältin) (* 1971), chinesische Rechtsanwältin
- Wang Yu (Schachspielerin) (* 1982), chinesische Schachspielerin
- Wang Yu (Tennisspieler) (* 1981), chinesischer Tennisspieler
- Wang Yu (Leichtathlet) (* 1991), chinesischer Hochspringer
- Wang Yu (Leichtathlet, 1994) (* 1994), chinesischer Sprinter
- Wang Yu (Kameramann), chinesischer Kameramann
- Wang Yu Wei (* 1975), chinesischer Tennisspieler
- Wang Yuan (Maler), chinesischer Landschaftsmaler während der Yuan-Dynastie
- Yuan Wang (1930–2021), chinesischer Mathematiker
- Wang Yuan (Paläontologe) (* 1969), chinesischer Wirbeltier-Paläontologe
- Wang Yuan (Leichtathletin) (* 1976), chinesische Mittelstreckenläuferin
- Wang Yuanji (217–268), Gemahlin von Sima Zhao und Mutter des ersten Jin-Kaisers Wu
- Wang Yuanlu († 1931), chinesischer daoistischer Abt
- Wang Yuanqi (1642–1715), chinesischer Maler
- Wang Yuanqing (1993 promoviert), chinesischer Paläontologe
- Wang Yuchen (* 1997), chinesischer Snookerspieler
- Wang Yudong (* 2006), chinesischer Fußballspieler
- Wang Yue (Schachspieler) (* 1987), chinesischer Schachspieler
- Wang Yue (Biathletin) (* 1991), chinesische Biathletin
- Wang Yue (Behindertensportlerin) (* 1999), chinesische Behindertensportlerin
- Wang Yue (Unfallopfer) (2009–2011), chinesisches Unfallopfer
- Wang Yuegu (* 1980), singapurische Tischtennisspielerin
- Yuja Wang (* 1987), chinesische Pianistin
- Wang Yun (Politiker) 王允 (137–192), chinesischer Politiker
- Wang Yun (Dichter, 481) 王筠 (481–549), chinesischer Dichter
- Wang Yun (Dichter, 1228) 王恽 (1228–1304), chinesischer Dichter
- Wang Yun (Philologe) 王筠 (1784–1854), chinesischer Philologe
- Wang Yun (Maler) 王云 (1898–1938), chinesischer Maler
- Wang Yung-ching (1917–2008), taiwanischer Unternehmer
- Wang Yunzhang (Wang Yün-chang; 1906–2012), chinesischer Pflanzenpathologe

### Z
- Wang Zemin (* 1982), chinesischer Marathonläufer
- Wang Zengqi (1920–1997), chinesischer Schriftsteller
- Wang Zengyi (* 1983), polnischer Tischtennisspieler
- Wang Zhan (1911–2000), chinesischer Botaniker
- Zhan Wang (Schauspieler), US-amerikanischer Schauspieler und Synchronsprecher
- Wang Zhao (1917–1970), Politiker der Volksrepublik China
- Wang Zhaoguo (* 1941), chinesischer Politiker
- Wang Zhaojun, chinesische Nebenfrau des Han-Kaisers Yuan
- Wang Zhe (1113–1170), chinesischer Philosoph
- Wang Zhe (Schiedsrichter) (* 1975), chinesischer Fußballschiedsrichter
- Wang Zhen (Erfinder) (1271–1368), chinesischer Erfinder, Agronom, Schriftsteller und Politiker
- Wang Zhen (Ming) (王禎; † 1449), Eunuch am Hofe der Ming-Kaiser
- Wang Zhen (Maler)  (王震; 1867–1938), chinesischer Maler
- Wang Zhen (Politiker) (王震; 1908–1993), chinesischer Politiker
- Wang Zhen (Radsportler) (* 1989), chinesischer Radsportler
- Wang Zhen (Leichtathlet, 1991) (* 1991), chinesischer Geher
- Wang Zhen (Leichtathlet, 2001) (* 2001), chinesischer Hochspringer
- Wang Zhen (* 1985), chinesischer Tischtennisspieler, siehe Eugene Wang
- Wang Zheng (Sportschütze) (* 1979), chinesischer Sportschütze
- Wang Zheng (Leichtathletin) (* 1987), chinesische Hammerwerferin
- Wang Zhengjun, die Gemahlin des Han-Kaisers Yuan
- Wang Zhengming (* 1990), chinesischer Badmintonspieler
- Wang Zhengting (1882–1961), chinesischer Diplomat und Außenminister
- Wang Zhengwei (* 1957), chinesischer Politiker
- Wang Zhenwei (* 1995), chinesischer Schauspieler und Kampfkünstler
- Wang Zhenyi (1768–1797), chinesische Astronomin, Mathematikerin und Dichterin
- Wang Zhenyi (Mediziner) (* 1924), chinesischer Mediziner
- Wang Zhenzhi (* 1940), Baseball-Spieler, siehe Sadaharu Oh
- Wang Zhi  (173 v. Chr.–126 v. Chr.), zweite Gemahlin des Han-Kaisers Jing
- Wang Zhigang (* 1957), chinesischer Politiker
- Wang Zhihuan (688–742), chinesischer Dichter
- Wang Zhijiong (* 1983), chinesische Geigerin
- Wang Zhiliang (1941–2020), chinesischer Tischtennisspieler und -trainer
- Wang Zhiming (1907–1973), chinesischer protestantischer Pfarrer
- Wang Zhiqiang (* 1986), chinesischer Eishockeyspieler
- Wang Zhiwei (* 1988), chinesischer Sportschütze
- Wang Zhiyi (* 2000), chinesische Badmintonspielerin
- Wang Zhiyong (* 1979), chinesischer Kugelstoßer
- Zhong Lin Wang (* 1961), Physiker im Bereich der Nanotechnologie
- Wang Zhong (Qing-Dynastie) (1745–1794), chinesischer Gelehrter
- Wang Zhongshan, chinesischer Zhengspieler
- Wang Zhouyu (* 1994), chinesische Gewichtheberin
- Wang Zifei (* 2007), chinesische Sportschützin
- Wang Zifeng (* 1997), chinesische Ruderin
- Wang Zisai (* 2006), chinesischer Trampolinturner
- Wang Ziyang (* 2003), chinesischer Snowboarder
- Wang Ziying (* 1998), chinesische Rollstuhltennisspielerin
- Wang Zongyuan (* 2001), chinesischer Wasserspringer

### Sonstige
- Wang (Fang) (3. Jahrhundert), dritte Gemahlin des Wei-Kaisers Cao Fang
- Wang (Ping), Gemahlin des Han-Kaisers Ping
- Wang (Xin) († 21), erste Kaiserin der Xin-Dynastie
- Wang (Xuan), dritte Gemahlin des Han-Kaisers Xuan